# The Rock (Frankie Miller Band)
The Rock is het derde studioalbum van de Schotse zanger/gitarist Frankie Miller. Dit is het enige album dat op naam staat van de Frankie Miller Band, hier deelt hij dus de credits met zijn band.

## Muzikanten
Frankie Miller wordt op dit album begeleid door de Frankie Miller Band, the Memphis Horns en the Edwin Hawkins Singers.
De Frankie Miller Band bestond uit:
- Frankie Miller  – zang en ritmegitaar
- Henry McCullough – sologitaar en achtergrondzang
- Mick Weaver - keyboards
- Chrissy Stewart - basgitaar
- Stu Perry - drums, percussie
- James Dewar – achtergrondzang

Henry McCullough heeft ook gespeeld bij Spooky Tooth, Paul McCartney en Wings en Joe Cocker. Mick Weaver heeft ook gewerkt met Keef Hartley en Jess Roden. Chrissie Stewart heeft onder anderen gespeeld met Spooky Tooth, Ronnie Lane Band en Eric Burdon. Stu Perry heeft onder meer gespeeld met Delaney, Bonnie & Friends. James Dewar heeft gezongen bij Stone the Crows  en the Robin Trower Band.
The Memphis Horns is een Amerikaans blazersensemble , afkomstig uit Memphis (Tennessee). Sinds 1971 spelen ze mee op veel platen van Stax Records, een label dat onder meer soul-,  gospel-, funk- en bluesplaten uit brengt. De Memphis Horns begeleiden funk- en soulartiesten als Isaac Hayes, Otis Redding, Rufus Thomas en Aretha Franklin, maar ook artiesten als The Doobie Brothers,  U2, de Robert Cray Band en Elvis Presley.
The Edwin Hawkins Singers was een Amerikaanse gospelformatie die onder leiding stond van de zanger, pianist en koorleider Edwin Hawkins. Het koor werd wereldwijd bekend met de gospelliedjes Oh, Happy Day en Lay Down (Candles in the Rain) met de zangeres Melanie Safka.

## Muziek
Frankie Miller  zingt  op dit album vooral rock-, blues-  en soulnummers die goed passen bij zijn rauwe en soulvolle stemgeluid.  Alle tracks zijn door  hem zelf geschreven, behalve het funky rocknummer A fool in love. Dat heeft hij geschreven samen met Andy Fraser, de voormalige bassist van de rock- en blues band Free. Heart on the levee, I’m old enough en I ain’t got no money zijn stevige rocknummers.  All my love to you en Drunken nights zijn ballads en I know why the sun don ’t shine is een bluesnummer. De titeltrack The Rock is een country rock song.
A fool in love is gecoverd door de Britse hardrockband UFO en de Amerikaanse  zangeres Etta James. I’m old enough is uitgebracht door de Franse rock-'n-roll zanger Johnny Hallyday onder de titel Fais ce que je dis, pas ce que je fais. Het rockende I ain’t got no money is gecoverd door Bob Seger en door Chris Farlowe.

### kant één
1. A fool in love - (Frankie Miller en Andy Fraser) –  3:10
2. The heartbreak- 4:03
3. The rock - 3:34
4. I know why the sun don't shine - 6:01
5. Hard on the levee - 3:18

### kant twee
1. Ain't got no money- 2:55
2. All my love to you - 5:39
3. I'm old enough - 4:52
4. Bridgeton - 4:48
5. Drunken nights in the city – 3:50

## Album
Het album The Rock is in de eerste maanden van 1975 geproduceerd door  Elliot Mazer, die onder meer heeft gewerkt met Neil Young, Santana  en Janis Joplin. De geluidstechnicus was Jeremy Zatkin.  De opnames hebben plaatsgevonden in His Master’s Wheels studio in San Francisco. Vanuit de studio was er uitzicht op de voormalige Alcatraz gevangenis, ook bekend als The Rock. Daar is het album naar genoemd. Vanaf 1998 is dit album ook op Compact Disc verschenen.  Op de site van Discogs is de discografie van dit album te raadplegen. Zie bronnen en referenties.